# Hybomitra auripila
Hybomitra auripila är en tvåvingeart som först beskrevs av Johann Wilhelm Meigen 1820.  Hybomitra auripila ingår i släktet Hybomitra och familjen bromsar. Arten är reproducerande i Sverige. Inga underarter finns listade i Catalogue of Life.